# Rugby Europe Sevens Trophy Femenino 2023
El Rugby Europe Sevens Trophy Femenino de 2023 fue la decimoctava edición del circuito de segunda división de selecciones nacionales femeninas europeas de rugby 7.

## Calendario
| Torneo                          | Ciudad   | Fecha                  | Campeón |
| ------------------------------- | -------- | ---------------------- | ------- |
| Seven Femenino de Zagreb 2023   | Zagreb   | 16-18 de junio de 2023 | Ucrania |
| Seven Femenino de Budapest 2023 | Budapest | 8-9 de julio de 2023   | Ucrania |

## Tabla de posiciones
| Pos | País      | CRO | HUN | Puntos |
| --- | --------- | --- | --- | ------ |
| 1   | Ucrania   | 20  | 20  | 40     |
| 2   | Turquía   | 18  | 18  | 36     |
| 3   | Finlandia | 16  | 14  | 30     |
| 4   | Georgia   | 14  | 16  | 30     |
| 5   | Hungría   | 8   | 12  | 20     |
| 6   | Letonia   | 12  | 8   | 20     |
| 7   | Austria   | 10  | 6   | 16     |
| 8   | Dinamarca | 4   | 10  | 14     |
| 9   | Israel    | 6   | 3   | 9      |
| 10  | Noruega   | 2   | 4   | 6      |
| 11  | Moldavia  | 3   | 2   | 5      |
| 12  | Bulgaria  | 1   | 1   | 2      |